# Aulnois-sous-Vertuzey
Aulnois-sous-Vertuzey is een Franse plaats en voormalige gemeente in het departement Meuse in de regio Grand Est.
Op 1 januari 1973 werd de gemeente opgeheven en werd Aulnois-sous-Vertuzey opgenomen in de gemeente Euville.
Aulnois-sous-Vertuzey · Euville · Vertuzey · Ville-Issey